# Саксонска Швајцарска
Саксонска Швајцарска је предео и национални парк у немачком делу долине реке Елбе узводно од Дрездена. 
На истоку брда прелазе у Лужичко горје, а западно у Рудне горе. Суседна област у Чешкој се назива Чешка Швајцарска. 
Саксонска Швајцарска има око 1000 оштрих кречњачких врхова, од којих неки никад нису освојени. Област је веома популарна међу алпинистима. Највише узвишење Саксонске Швајцарске је на 560 метара надморске висине. Најатрактивнији врх је стена Бастај. 

## Историја
Ову област су насељавали Словени, све док није пала под власт саксонских господара Мајсена у 15. веку. 
У Саксонској Швајцарској постојало је мноштво тврђава које су служиле за заштиту трговачких путева. Данас су најзначајније тврђава Кенингштајн и дворац Хонштајн. Од осталих тврђава постоје само незнатни остаци. 
Име су узвишењима у 18. веку дали швајцарски уметници Адријан Цинг и Антон Граф. Њих је овај предео подсећао на завичај, швајцарске планине Јуре. 
Област је постала популарна за туристе у 19. веку. Лепота дивљине се нарочито допадала уметницима романтизма. Композитор Карл Марија фон Вебер је сместио радњу своје опере „Чаробни стрелац“ (Freischütz) у ову област (град Ратен).